# جيمس ستريت
جيمس ستريت (بالإنجليزية: James Street)‏ هو لاعب كرة قدم أمريكية أمريكي، ولد في 2 أغسطس 1948 في لونغفيو في الولايات المتحدة، وتوفي في 30 سبتمبر 2013 في أوستن في الولايات المتحدة.

## روابط خارجية
- جيمس ستريت على موقع كلية كرة القدم في سبورتس رفرنس.كوم (الإنجليزية)